# Carolina Uriondo y Sánchez
Carolina Uriondo y Sánchez (Madrid, 6 d'octubre de 1853 - febrer de 1899) va ser una cantant espanyola.
Va ser matriculada a la classe de cant del Reial Conservatori Superior de Música de Madrid l'octubre de 1868, on va ser deixebla de José Inzenga Castellanos. Mentre va assistir al conservatori, va participar de diversos concerts amb altres companys, sempre acompanyats del seu mestre al piano. Als concursos públics de cant de l'acadèmia de juny de 1872 va obtenir el primer premi. Poc després va esdevenir primera soprano de sarsuela a un teatre de Madrid, on va rebre l'ovació del públic, i després va passar per diversos teatres d'arreu d'Espanya, amb èxit.